# Rhyacodrilis ontarionis
Rhyacodrilis ontarionis är en ringmaskart. Rhyacodrilis ontarionis ingår i släktet Rhyacodrilis och familjen glattmaskar. Inga underarter finns listade i Catalogue of Life.